# Davey Boy Smith
David Boy Smith (Golborne, 27 de novembro de 1962 – Invermere, 18 de maio de 2002) foi um lutador de wrestling profissional britânico. Trabalhou na World Wrestling Federation com o ring name The British Bulldog.

## Campeonatos e prêmios
- Stampede Wrestling
  - Stampede International Tag Team Championship (2 vezes) - com Bruce Hart[2]
  - Stampede British Commonwealth Mid-Heavyweight Championship (1 vez) [3]
  - Stampede International Tag Team Championship (2 vezes) - The Dynamite Kid[2]
  - Stampede North American Heavyweight Championship (2 vezes) [4]
  - Stampede World Mid-Heavyweight Championship (1 vez) [5]
  - Stampede Wrestling[6]

- World Wrestling Federation
  - WWF European Championship (2 vezes) - (First, Longest Reigns) [7]
  - WWF Hardcore Championship (2 vezes) [8]
  - WWF Intercontinental Championship (1 vez) [9]
  - WWF World Tag Team Championship (2 vezes) - com The Dynamite Kid (1) and Owen Hart (1) [10]

- Pro Wrestling Illustrated
  - PWI Combate do Ano (1992) vs. Bret Hart at SummerSlam
  - PWI colocado na posição 5 das 100 melhores Tag teams da PWI Years, com The Dynamite Kid em 2003.

- Wrestling Observer Newsletter awards
  - Tag team do ano (1985) with The Dynamite Kid
  - Rivalidade do ano (1997) with Bret Hart, Owen Hart, Jim Neidhart, and Brian Pillman vs. Stone Cold Steve Austin

## Morte
David Boy Smith morreu em 18 de maio de 2002, depois de sofrer um ataque cardíaco, quando passava férias com sua namorada Lea no Canadá. Uma autópsia revelou que o uso de esteróides anabolizantes pode ter tido um papel relevante em sua morte, porém isso não foi confirmado de modo oficial.